# La Méthode du docteur Chestel

La Méthode du docteur Chestel est un jeu de rôle paru en 1991. Il a été écrit par Daniel Danjean, et illustré par Karine Danjean. 

## Univers
L'univers se situe dans un futur très proche où un médecin a découvert une drogue qui permet à des psychiatres de pénétrer dans l'esprit de leur patient. 
Les personnages-joueurs sont des "soigneurs" qui s'incarnent dans l'univers mental du Patient (dit Intracos), le monde tel qu'il se l'imagine. Si par exemple il croit que la terre est plate, elle est plate. S'il croit que son voisin de palier est un tueur en série, c'est bel et bien un tueur en série.
Le but des "soigneurs" est de guérir le Patient de sa phobie dans la réalité. Pour cela, ils vont "normaliser" son Intracos, par exemple en lui démontrant que la terre est ronde, que son voisin de palier n'est finalement pas si méchant. 
Les scénarios consiste à retrouver le Patient (qui existe dans son Intracos et y évolue sans savoir que l'on essaye de le soigner) afin de lui démontrer par une habile mise en scène, des témoignages montés de toutes pièces, quelques tours de passe-passe et de beaucoup de bluff que ce qui est réel dans son Univers mental ne l'est plus.
De l'aveu même de l'auteur, le concept du jeu est devenu beaucoup plus simple à expliquer depuis la sortie du film Inception[réf. nécessaire].

## Analyse
Olivier Caïra, dans son ouvrage consacré aux jeux de rôle, classe Hystoire de Fou parmi les « jeux à thématique psychiatrique » : à ce titre, il le rapproche de jeux comme Morpheus de Devin Durham (1989) et Psychosis de Charles Ryan et John Fletcher (1994) ou encore Hystoire de Fou de Denis Gerfaud (1998). Il situe plus largement ce type de jeu dans la vogue des jeux à thème paranormal des années 1990, publiés dans la lignée de la série télévisée X-Files : Aux frontières du réel, et qui développaient des univers « paranoïaques ».